# 地漏

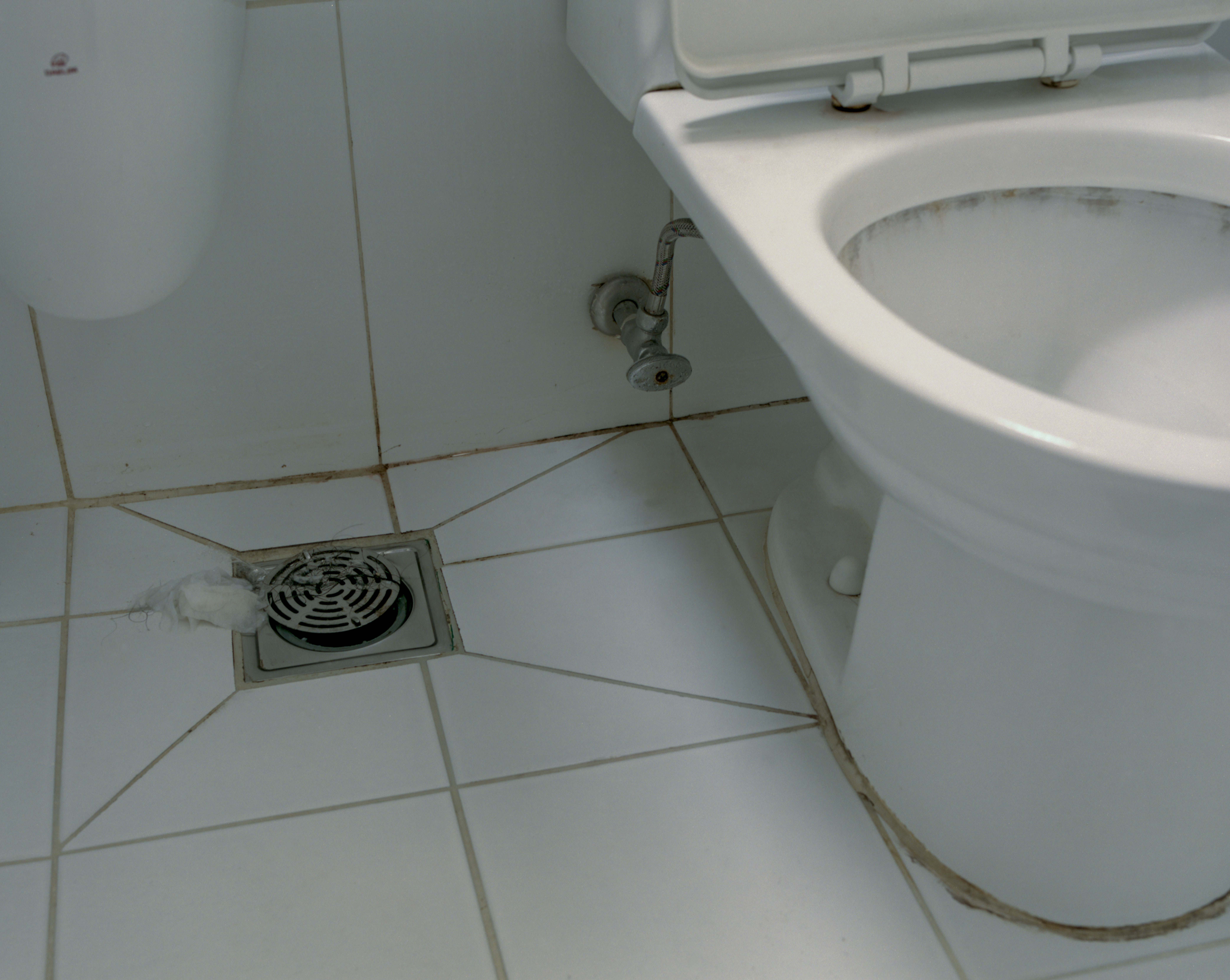
韓國浴室的一個地漏

地漏是一种安装在衛生間、洗衣房、浴室地板上并与排水管道相互连接的设施，目的是排除衛生間和洗衣房、浴室的积水。地漏通常是圆形的，但也可以是方形或矩形。它们大小通常在5.1至30.5厘米之间，大多数直径为10厘米。地漏上方會蓋上金屬製作的蓋子，以免排水管道的臭味飄入房間。